# Hemihyalea cornea
Hemihyalea cornea là một loài bướm đêm thuộc phân họ Arctiinae, họ Erebidae.